# Redoute des Bourguignons
 Die Redoute des Bourguignons (deutsch „Burgunder-Schanze“) bei Vaumarcus im Kanton Neuenburg in der Schweiz ist eine Befestigung, die von der späten Bronzezeit bis zur frühen Eisenzeit genutzt wurde. Sie liegt 600 m über dem Neuenburgersee am östlichen Ende der Terrasse über der Schlucht von Vernéaz und dominiert das Ruz-de-Vaux-Tal.
Die besonders gut erhaltene trapezförmige Befestigungsanlage (26 × 37 × 45 × 54 m) besteht aus einem imposanten Erdwall, der durch einen breiten äusseren Graben ergänzt wird. Ausgrabungen in den Jahren 1991 bis 1993 förderten ein inneres Befestigungssystem vertikaler Pfosten (Palisade) zutage. Bemerkenswert sind ein grosser Findling in der Nordostecke der Anlage und viele erratische Blöcke auf dem Plateau im Süden.
Lange nahm man an, die Truppen Karls des Kühnen hätten das Befestigungswerk, das heute als keltische Viereckschanze eingestuft wird, in weniger als drei Tagen vor der Schlacht bei Grandson errichtet, doch die Anlage ist älter. Die gefundene Keramik dürfte aus der späten Bronzezeit und frühen Eisenzeit stammen. Der Bau der Anlage kann ungefähr in die Zeit zwischen dem 10. und dem 5. Jahrhundert v. Chr. datiert werden. Erwähnenswert ist der Fund keltischer Münzen aus dem 1. Jahrhundert v. Chr. Die Anlage steht im Schweizerischen Inventar der Kulturgüter von nationaler Bedeutung.